# 高達斌
高達斌（英語：Patrick Ko Tat-pun），香港商人，前匯點成員。現時是愛港之聲召集人，新民黨成員，香港激進建制派政治人物。他曾在2016年立法會選舉中參選九龍東，但最後落敗。

## 背景
高達斌在1972年畢業於宣道中學（1965年入學，與香港唱片騎師麥之華為同屆同學），在校時於1968年參加宣道中學的校運會，並分別於400公尺及800公尺取得第3名和第1名成績。他曾就讀澳洲 Canberra High School，後畢業於坎培拉大學及香港理工學院紡織系。早於八十年代，高達斌已開始從政。當時他加入了政治組織匯點，為民主黨前身之一。在香港理工大學讀書時曾是第一屆理工學生會的宣傳秘書，亦有份創立「理工學生報」。多年來一直擔任樹人紙品印刷有限公司董事長。
2012年起，高因多次發起「支持梁振英政府」的「挺梁遊行」而成為新聞人物。及後成立愛港之聲，並擔任該組織的召集人。
高達斌也是新民黨成員。他指當初只是為了討好他人，才加入該黨，亦從未出席新民黨黨員大會。新民黨亦與愛港之聲「劃清界線」，指該黨與愛港之聲並無任何關係，雙方並無任何合作。

## 身份及言論爭議
高達斌遭民間人權陣線副召集人王浩賢質疑與中共統戰部有關連，原因是高達斌曾任深圳市海外聯誼會理事，即中共深圳市委統戰部轄下組織。不過，高達斌很久已沒與該聯誼會來往。高達斌承認長期以來是深圳一個隸屬中共統戰部組織的成員，但否認與中國共產黨有任何聯繫。
2014年10月6日，高達斌就佔領旺角事件發表言論，認為黑社會挑釁示威者「情有可原」，因為示威者「阻住黑社會搵食」，並連續高呼「阻人搵食，罪大惡極！」口號

## 參選立法會
2016年7月17日，高達斌在牛頭角下邨，宣佈在立法會選舉循九龍東參選。他在誓師前播放國歌，又表示要進入議會，對抗反中亂港的「惡勢力」。高達斌表示他一直用較激進的方式對付「反中亂港」分子，又強調激進並不等於打架或拋擲物件。7月27日，高達斌正式報名參選九龍東選區。他表示一名長者捐出100萬給自己參選，又不擔心自己會影響其他建制派參選人的選情。
2016年9月5日，選舉結果正式公佈。高達斌以2,444票落選，在十二張候選人名單中排名第十一，得票僅僅高於獨立候選人呂永基。

## 政治履歷
- 政治團體匯點成員。匯點成立於1983年1月9日，著名成員有：李華明、馮煒光、張炳良、梁智鴻、劉迺強。
- 中共深圳市委統戰部轄下之深圳市海外聯誼會理事[7]
- 新民黨普通成員
- 愛港之聲召集人

## 外部參考
1. ↑  新民黨：與愛港之聲活動無關 的存檔，存档日期2014-10-06.
2. 1 2  . 華僑日報. 1972-02-09: 13  [2022-02-26]. （原始内容存档于2022-02-26）.
3. ↑  . 華僑日報. 1965-06-26: 11  [2023-05-07].
4. ↑  . 華僑日報. 1968-03-17: 8  [2024-01-01].
5. ↑  . 《星島日報》. 2012年12月30日  [2012-12-30]. （原始内容存档于2013-01-05）.
6. ↑  . 中國評論新聞. 2012-12-30  [2012-12-24]. （原始内容存档于2015-09-23）.
7. 1 2  . 《明報》. 2012年12月30日  [2012-12-31]. （原始内容存档于2013年1月1日）.
8. ↑  . New York Times. 2019-08-28  [2019-09-09]. （原始内容存档于2019-09-09）.
9. ↑  . 蘋果日報. 2014年10月6日  [2014年10月13日]. （原始内容存档于2014年10月9日）.
10. ↑  許, 偉賢. . 蘋果日報. 2016-07-18. （原始内容存档于2016-09-22）.
11. ↑  . 2016-07-27. （原始内容存档于2016-10-05）.
12. ↑  香港特別行政區政府新聞處及選舉事務處. .   [2016-09-17]. （原始内容存档于2016-09-17）.

- 《明報》 （页面存档备份，存于）
- 香港電台: 高達斌否認出錢聘支持者出席挺梁集會 （页面存档备份，存于）